# (4391) Balodis
(4391) Balodis (1977 QW2) – planetoida z grupy pasa głównego asteroid okrążająca Słońce w ciągu 3,7 lat w średniej odległości 2,39 j.a. Odkryta 21 sierpnia 1977 roku.